# Châtillens
Châtillens är en ort i kommunen Oron i kantonen Vaud i Schweiz. Den ligger vid floden Broye, cirka 15 kilometer nordost om Lausanne. Orten har cirka 532 invånare (2020).
Orten var före den 1 januari 2012 en egen kommun, men slogs då samman med kommunerna Bussigny-sur-Oron, Chesalles-sur-Oron, Ecoteaux, Les Tavernes, Les Thioleyres, Oron-la-Ville, Oron-le-Châtel, Palézieux och Vuibroye till den nya kommunen Oron.